# 데런 맥비
데런 맥비(Deron McBee, 영어 발음: /ˈdɛrən/, 1960년 8월 23일 ~ )는 미국의 운동선수, 배우이다.

## 출연 작품
- 라틴 드래곤 (2004년)
- 보디가드 (2001년) - 데스 역
- 더 베이스 2 - 베이스 헌터 (2000년)
- 모탈 컴뱃 2 (1997년)
- 스카이 러너 (1996년)
- 배트맨 3 - 포에버 (1995년)
- 케이지 2 (1994년)
- 티포스 (1994년)
- 리조트 킬 (1994년)
- 아웃 포 블러드 (1992년)
- 무법 지대 (1991년)
- 타임 바바리안 (1990년)
- 페이백 (1990년)
- Elvira, Mistress of the Dark (1988)

### 텔레비전
- American Gladiators (1989) - 본인